# سازگارگرایی
سازگارگرایی (به انگلیسی: Compatibilism) این باور است که اختیار و جبرگرایی با یکدیگر سازگار هستند و باور داشتن به هر دو بدون این‌که منطقاً ناسازگار باشند امکان‌پذیر است. سازگار گرایان معتقدند آزادی به دلایلی که هیچ ارتباطی با متافیزیک ندارد، می‌تواند در شرایطی موجود یا غایب باشد. آنها می‌گویند جبرگرایی عِلّی حقیقت پیامدهای احتمالی آتی را در نظر می‌گیرد. به همین ترتیب، آزادی سیاسی یک مفهوم غیر متافیزیکی است. بیانیه‌های آزادی سیاسی، مانند بیانیهٔ حقوق ایالات متحده، آزادی اخلاقی را توانایی انتخاب انجام کاری غیر از آنچه فرد انجام می‌دهد فرض می‌کنند.